# RSR Walfer Volleyball (maschile)
L'RSR Walfer Volleyball è una squadra pallavolistica maschile lussemburghese con sede a Walferdange: milita nel campionato di Nationaldivision.

## Storia
Il club viene fondato nel 1966 ed è uno dei club più antichi attivi sul territorio lussemburghese. Nella sua storia ha ottenuto un solo risultato di prestigio, la vittoria nella Coppa di Lussemburgo 2010-11, raggiungendo nello stesso anno anche la promozione in Nationaldivision.

## Rosa 2014-2015
| N° | Nome                     | Ruolo | Data di nascita   | Nazionalità sportiva |
| -- | ------------------------ | ----- | ----------------- | -------------------- |
| -  | Serge Karier             | All.  | 8 gennaio 1973    | Lussemburgo          |
| 1  | Tame Malcolm             | S     | 29 gennaio 1987   | Nuova Zelanda        |
| 2  | Max Braas                | S     | 21 ottobre 1998   | Lussemburgo          |
| 3  | Nils Bichel              | S     | 7 settembre 1992  | Lussemburgo          |
| 4  | Bartek Zielinski         | S     | 30 novembre 19??  | Polonia              |
| 5  | Alex Neubauer            | S     | 5 ottobre 1995    | Lussemburgo          |
| 6  | Gilles Braas             | P     | ?                 | Lussemburgo          |
| 7  | Jerome Cremer            | S     | 1º agosto 1990    | Lussemburgo          |
| 8  | Charel Ernster           | C     | 24 dicembre 1992  | Lussemburgo          |
| 9  | Philippe Glesener        | P     | 24 aprile 1998    | Lussemburgo          |
| 10 | Jeanne-Pierre Londiniere | S/O   | 22 settembre 1984 | Francia              |
| 11 | Stefan Lafontaine        | S     | 18 giugno 1990    | Lussemburgo          |
| 13 | Max Kiffer               | C     | 30 agosto 1995    | Lussemburgo          |
| 14 | Serge Karier             | L     | 8 gennaio 1973    | Lussemburgo          |
| 17 | Laurent Weber            | C     | 30 maggio 1995    | Lussemburgo          |

## Palmarès
- Coppa di Lussemburgo: 1

2010-11